# Stenopogon obispae
Stenopogon obispae là một loài ruồi trong họ Asilidae. Stenopogon obispae được Wilcox miêu tả năm 1971. Loài này phân bố ở vùng Tân Bắc giới.